# Estación Deseada
Deseada fue una estación de ferrocarril que se hallaba al oeste de la oficina salitrera Astoreca, en la Región de Antofagasta de Chile. Fue parte del Longitudinal Norte y actualmente se encuentra inactiva.

## Historia
Originalmente el tramo del Longitudinal Norte donde se encontraba la estación estaba proyectado más al este, pasando por el centro del Llano de la Paciencia, por lo que en los bosquejos iniciales no aparecen detenciones en el sector de Deseada; sin embargo, posteriores modificaciones durante su construcción establecieron de forma definitiva la estación. En mapas de 1929 aparece la estación contigua a la oficina salitrera Higinio Astoreca (posteriormente denominada Astoreca).
Fue clausurada temporalmente a partir del 31 de diciembre de 1943 debido a la paralización de las faenas mineras en la oficina Higinio Astoreca, ubicada en las cercanías, siendo reabierta el 5 de septiembre de 1947. La estación no aparece consignada en publicaciones turísticas de 1949, sin embargo aparece en mapas de 1968, lo que da cuenta de su actividad de manera intermitente. Según Santiago Marín Vicuña la estación se ubica a 1389 m s. n. m.
El 22 de agosto de 1960 la estación fue convertida en un paradero sin personal. Dejó de prestar servicios cuando finalizó el transporte de pasajeros en la antigua Red Norte de la Empresa de los Ferrocarriles del Estado en junio de 1975. Las vías del Longitudinal Norte fueron traspasadas a Ferronor y privatizadas, mientras que la estación fue abandonada.